# Nieczyste zagranie
Nieczyste zagranie (ang. Foul Play) – amerykańska komedia kryminalna z 1978 roku w reżyserii Colina Higginsa.

## Obsada
- Goldie Hawn jako Gloria Mundy
- Chevy Chase jako Tony Carlson

## Nagrody i nominacje
Oscary za rok 1978
- Najlepsza piosenka - Ready to Take a Chance Again - muz. Charles Fox, sł. Norman Gimbel (nominacja)

Złote Globy 1978
- Najlepsza komedia lub musical (nominacja)
- Najlepszy aktor w komedii lub musicalu - Chevy Chase (nominacja)
- Najlepsza aktorka w komedii lub musicalu - Goldie Hawn (nominacja)
- Najlepszy aktor drugoplanowy - Dudley Moore (nominacja)
- Najlepszy scenariusz - Colin Higgins (nominacja)
- Najlepsza piosenka - Ready to Take a Chance Again - muz. Charles Fox, sł. Norman Gimbel (nominacja)
- Najlepszy debiut aktorski (mężczyzna) - Chevy Chase (nominacja)